# Creuë (rivière)
Pour l’article homonyme, voir Creuë.
La Creuë est une petite rivière française, affluent de la Meuse en rive droite, et qui coule dans le département de la Meuse. 

## Géographie
La Creuë naît dans le parc naturel régional de Lorraine, à Creuë, localité située à cinq kilomètres au sud-ouest de Hattonchâtel et à quatre kilomètres au nord-ouest du lac de Madine, dans le département de la Meuse. Son cours s'oriente en règle générale vers l'ouest-sud-ouest. Elle conflue avec la Meuse au niveau de Maizey, c'est-à-dire à cinq kilomètres en aval de la ville de Saint-Mihiel. Son bassin est situé dans une zone fort boisée à pluviosité élevée. Son parcours se déroule presque entièrement sur le territoire du parc naturel, où elle est alimentée par une série de ruisseaux issus des bois environnants, bois de Versel et forêt de la Montagne entre autres. 
Elle baigne les localités de Creuë, Chaillon, Senonville, Lavignéville, Lamorville, Spada et Maizey.

## Hydronymie
Anciennes mentions : Super fluviolo qui vocatur Cruia (707), Creuva (709), Rus de Creuve (1325), Quala (1707).

## Hydrologie
Le module de la rivière au confluent de la Meuse vaut 1,25 m3/s pour un petit bassin versant de 81,6 km2. La lame d'eau écoulée dans son bassin est de 483 millimètres, ce qui est élevé, non seulement nettement supérieur à celle de la moyenne de la France, tous bassins confondus, mais aussi à la moyenne du bassin français de la Meuse. En effet, la lame d'eau de la Meuse à Chooz, près de sa sortie du territoire français s'élève à 450 millimètres. Son débit spécifique ou Qsp se monte à 15,32 litres par seconde et par kilomètre carré de bassin. 

## Curiosités - Tourisme
- Le Gibet de Creuë ensemble important d'un ancien lieu d'exécution du XVe siècle.
- L'Église Saint-Pierre et Saint-Paul de Creuë du XIIe siècle, fin XVe siècle et XIXe siècle.
- Bois et forêts omniprésents dans toute la région.
- Le parc naturel régional de Lorraine.
- Le lac de Madine et ses zones de loisir.
- Hattonchâtel et son château-fort reconstruit après la Grande Guerre.
- Senonville, son église Saint-Pierre-ès-Liens du XIIIe siècle.
- Saint-Mihiel, son église Saint-Étienne avec la "mise au Tombeau", le chef-d'œuvre du sculpteur Ligier Richier.